# Franciscanos (Albacete)
Franciscanos es un barrio de Albacete (España) situado en la zona centro de la ciudad.  Es el barrio más poblado de la capital con 19 468 habitantes (2012). Junto con el barrio de Fátima forma el Ensanche, la zona más poblada de la ciudad surgida del Plan de Alineaciones de Albacete de 1920.

## Toponimia
El barrio toma su nombre de la iglesia de San Francisco de Asís, levantada en 1972, aunque la presencia de los franciscanos en la ciudad data de 1487.

## Geografía

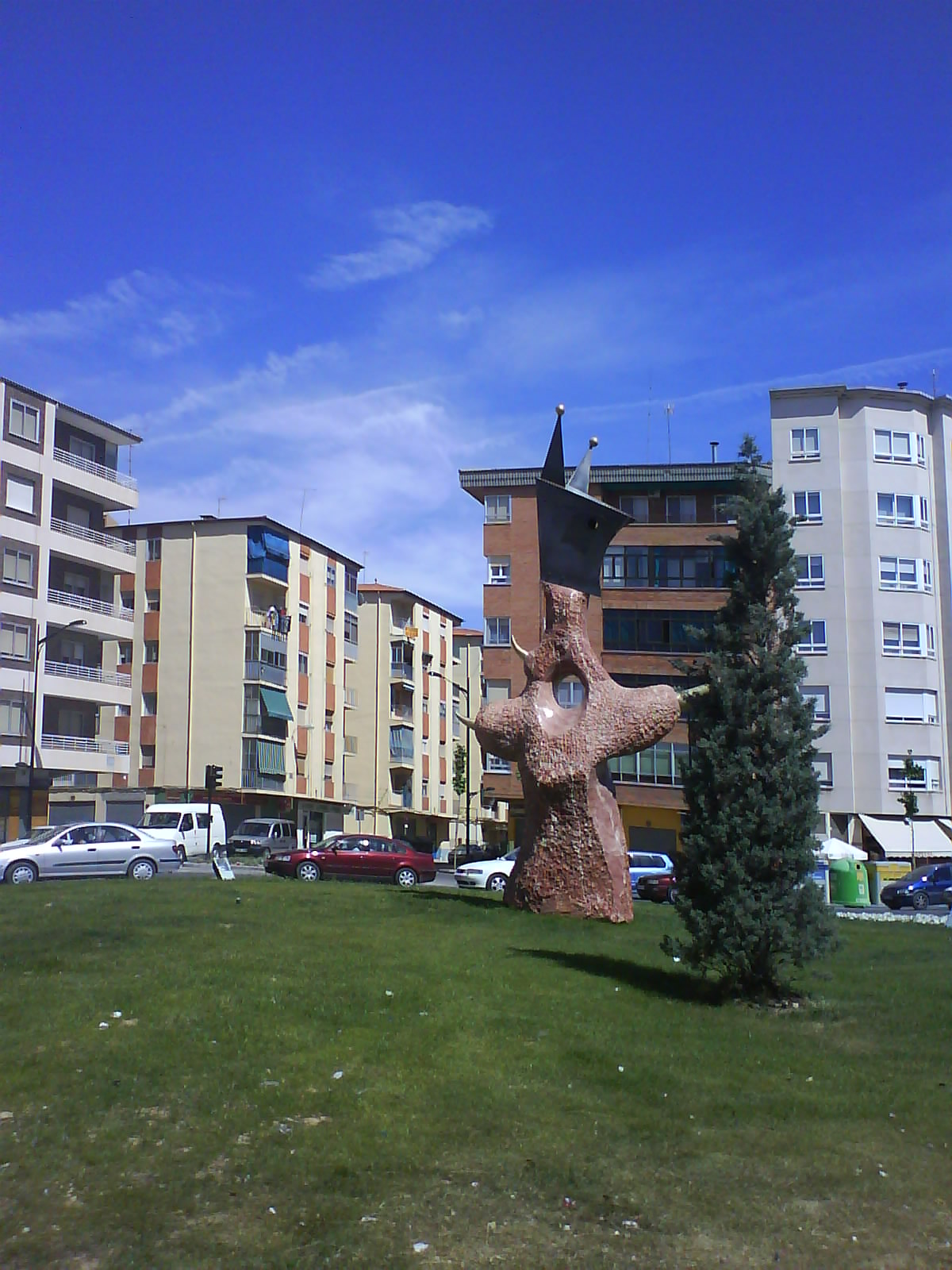
Atmósfera, monumento abstracto en la Circunvalación de Albacete entre los barrios de Franciscanos y Fátima

El barrio está situado en la zona centro de la ciudad de Albacete, entre las calles paseo de la Circunvalación y avenida Capitán Cortés al sur, Octavio Cuartero al norte, Francisco Pizarro, un pequeño tramo de Pérez Galdós y Ríos Rosas al oeste y Marqués de Villores, un pequeño tramo de Arquitecto Vandelvira y La Estrella al este.

## Demografía

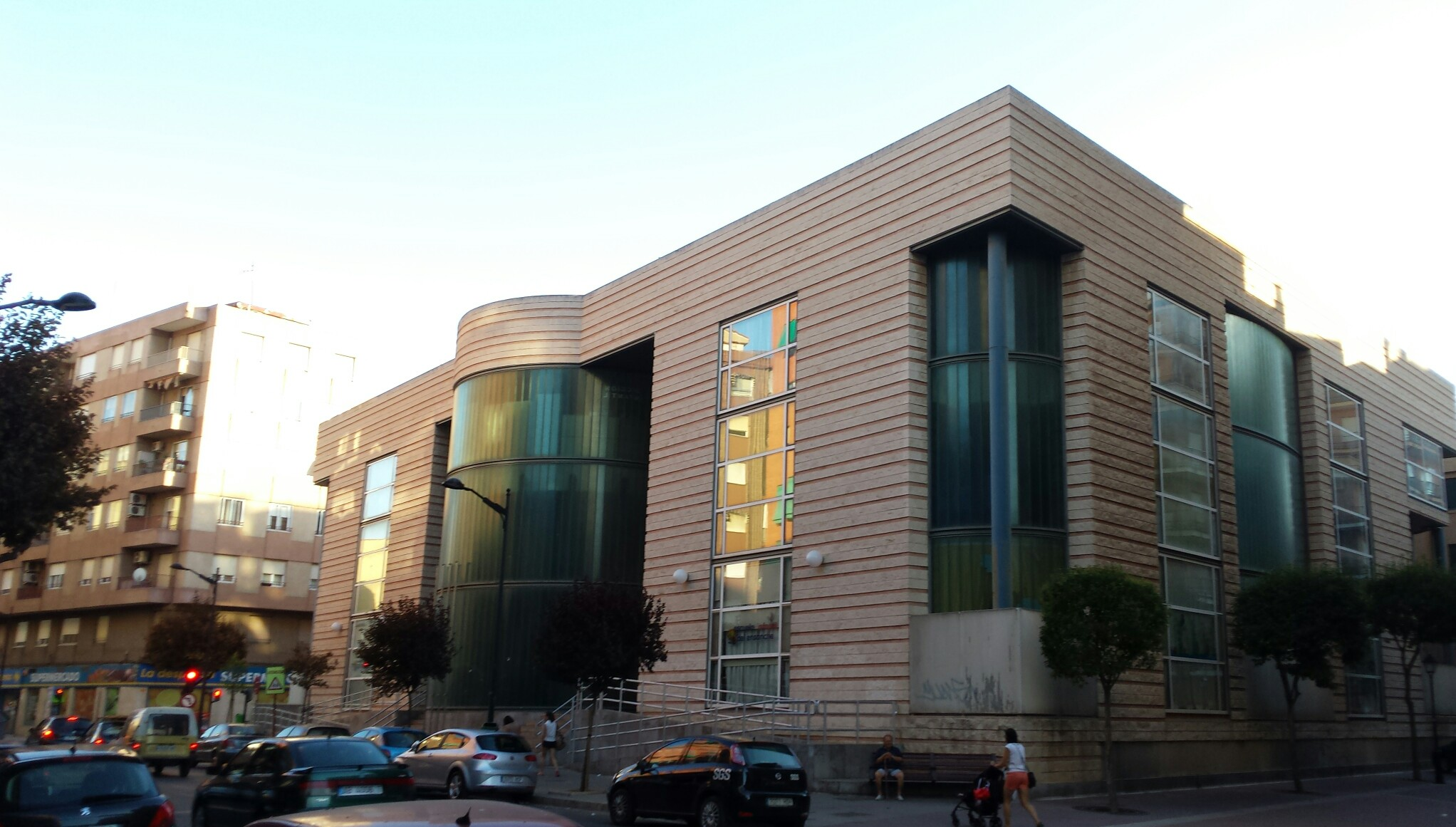
Centro Cultural El Ensanche

Franciscanos es el barrio más poblado de Albacete con 19 468 habitantes (2012): 10 072 mujeres y 9396 hombres. Es un barrio envejecido. La población mayor de 65 años supone el 17,4 % del total de la población del barrio, mientras que la población infantil se sitúa en el 12,55 %. El porcentaje de extranjeros alcanza el 8,1 % del total de la población del barrio. El nivel de estudios de sus habitantes es ligeramente superior a la media de la ciudad. La realidad económico-laboral del barrio es similar al conjunto de la capital.

## Características

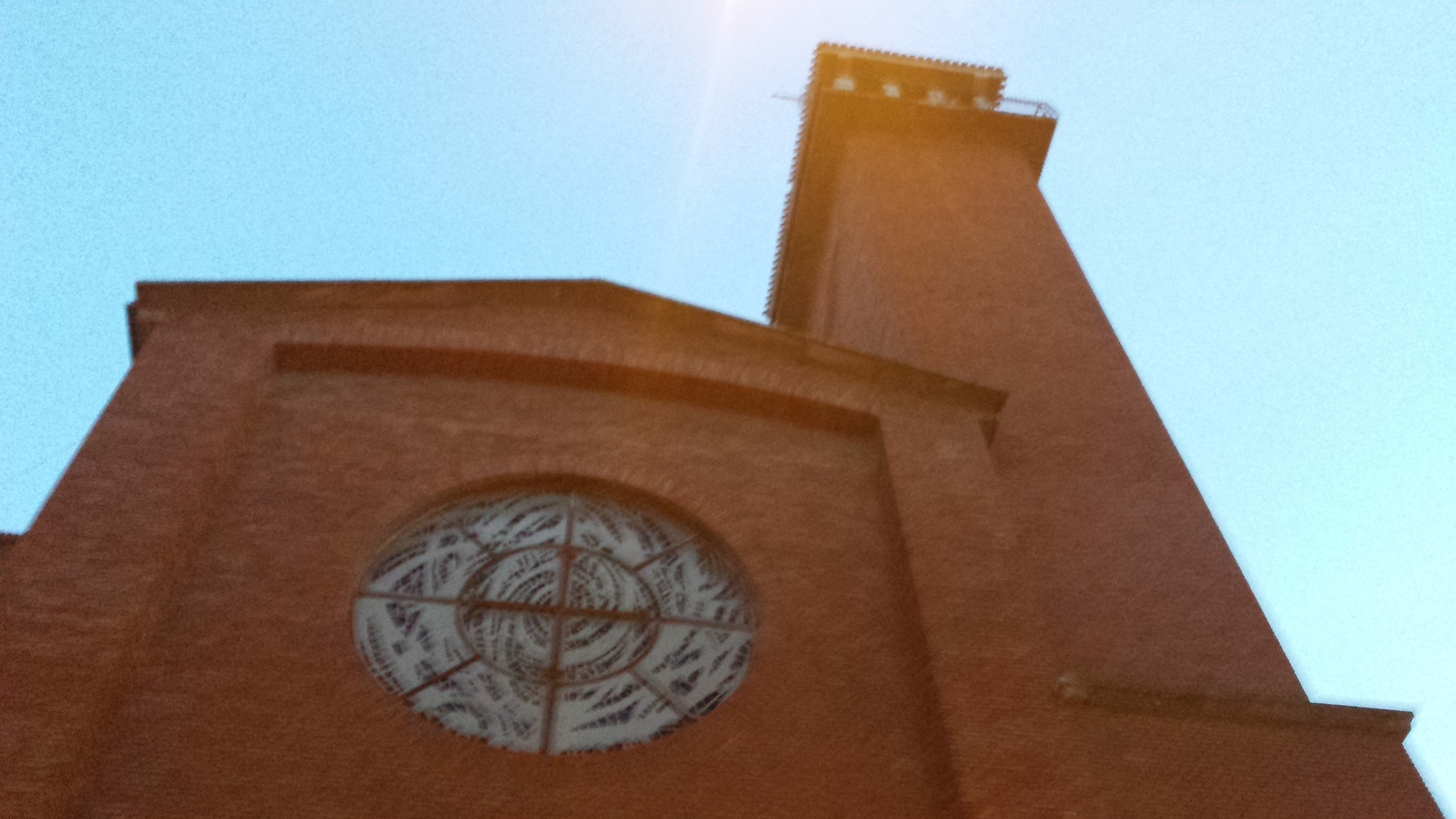
Iglesia de San Francisco de Asís

Franciscanos es un barrio céntrico comercial ubicado en el Ensanche de la ciudad. Con una elevada masificación de bloques de viviendas, es el barrio más poblado de la capital. La calle Arquitecto Vandelvira, importante vía de la capital albaceteña, cruza centralmente el barrio. Entre sus lugares de interés destaca la iglesia de San Francisco de Asís.

## Educación

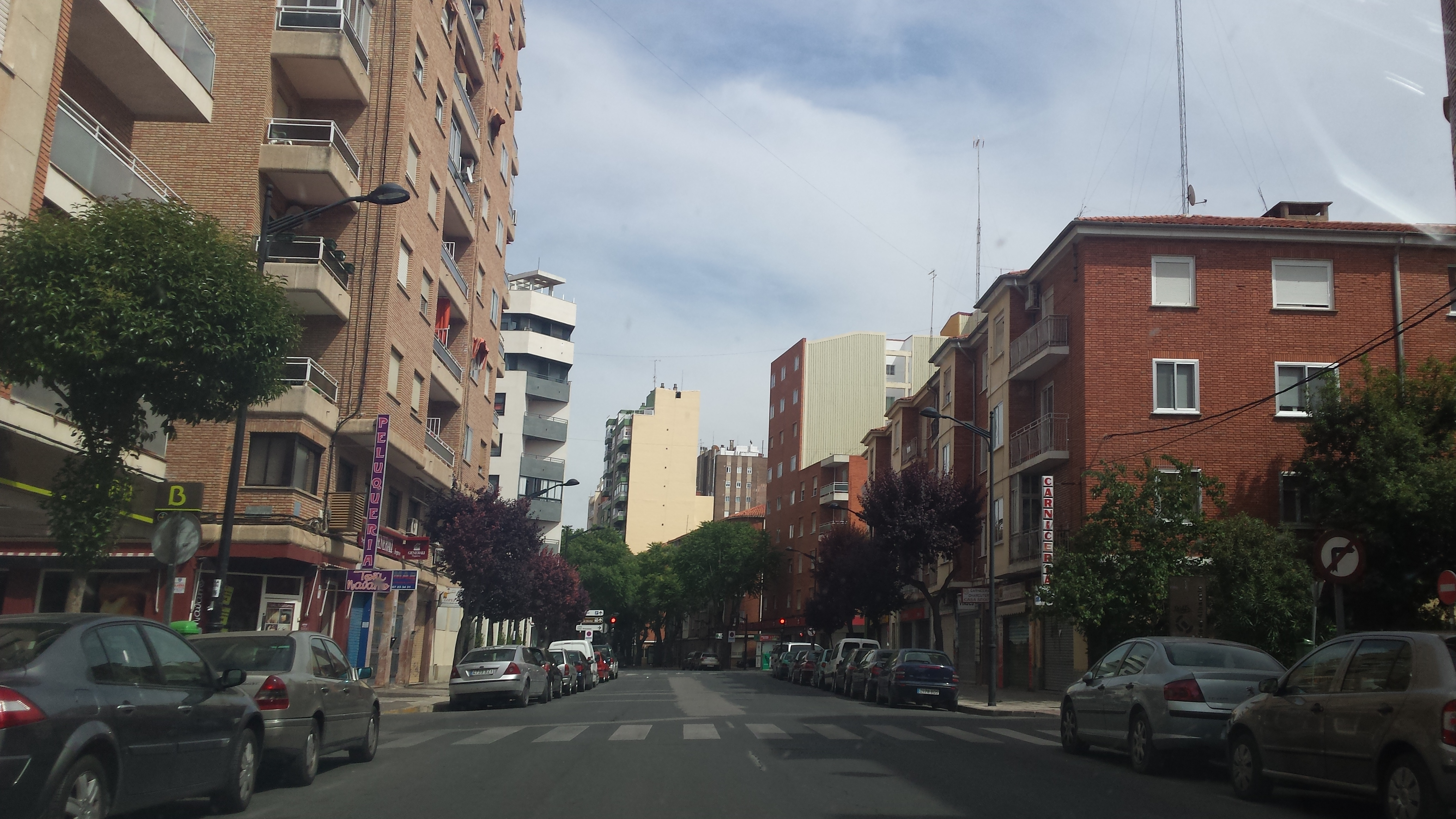
Calle Arquitecto Vandelvira, importante vía de la capital que atraviesa el Ensanche

El barrio cuenta con los Colegios Públicos de Educación Infantil y Primaria Doctor Fleming, Inmaculada Concepción, María de los Llanos Martínez y Severo Ochoa y los Centros Privados Concertados de Educación Infantil y Primaria Academia Cedes y Azorín.

## Religión

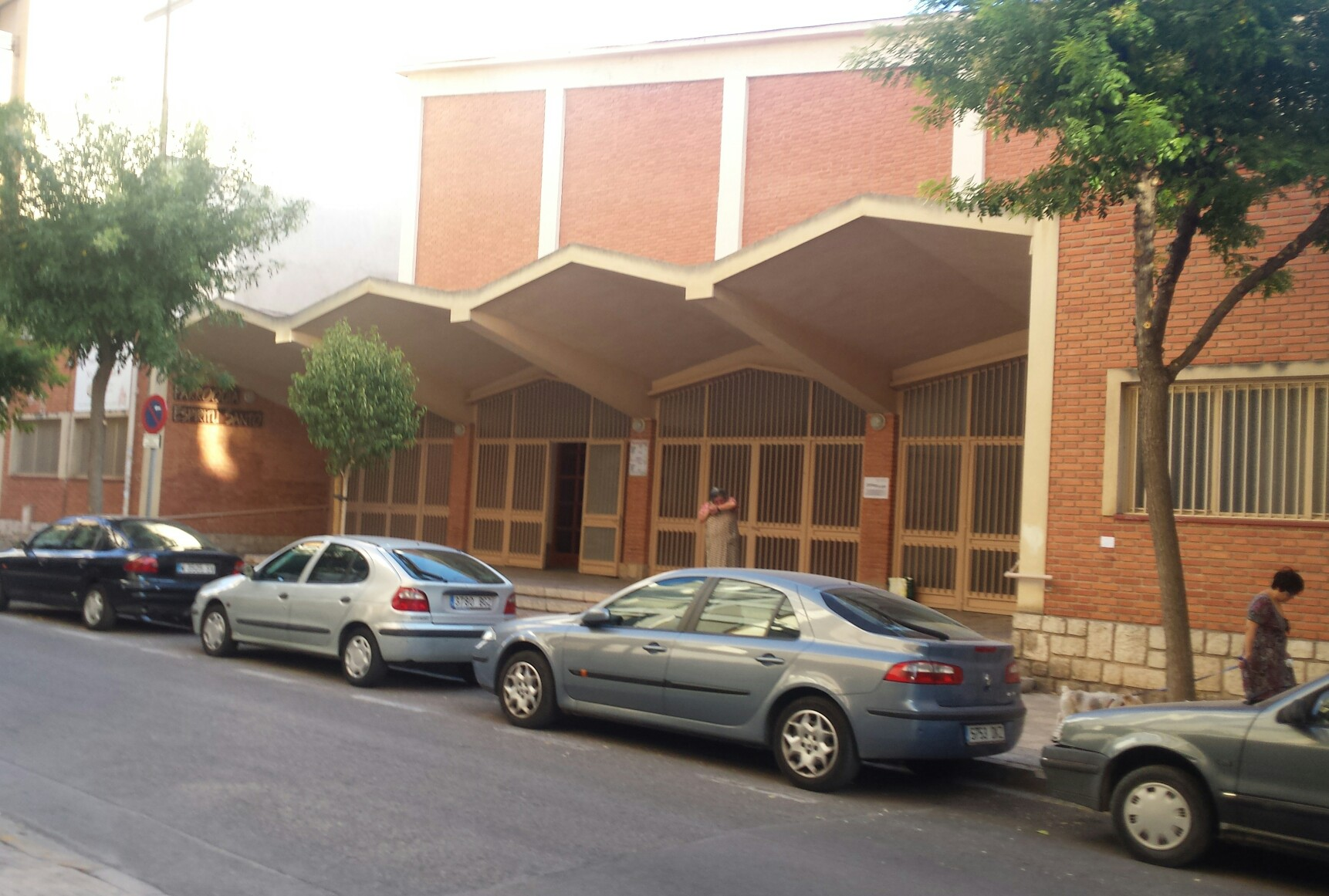
Iglesia del Espíritu Santo

Franciscanos alberga los siguientes templos religiosos:
- Iglesia de San Francisco de Asís
- Iglesia del Espíritu Santo

## Fiestas
Las fiestas del barrio tienen lugar anualmente del 3 al 5 de octubre.

## Transporte
El barrio queda conectado mediante las siguientes líneas de autobús urbano:
| Línea | Trayecto | Recorrido                                                        | Frecuencia                                         |
| ----- | --- | ---------------------------------------------------------------- | -------------------------------------------------- |
|       | Campus UCLM - Barrio de Vereda | Recorrido Archivado el 17 de abril de 2014 en Wayback Machine.   | 12-18 minutos                                      |
|       | Campus UCLM - Hospital Perpetuo Socorro                                                                                                | Recorrido Archivado el 22 de febrero de 2014 en Wayback Machine. | 12-18 minutos                                      |
|       | Barrio San Pedro - Los Llanos del Águila - Parque Lineal - Parque Empresarial Campollano                                               | Recorrido Archivado el 25 de febrero de 2014 en Wayback Machine. | 15-20 minutos                                      |
|       | Estación de Albacete-Los Llanos - Estación de Autobuses - Hospital General Universitario - Hospital Universitario del Perpetuo Socorro | Recorrido Archivado el 22 de febrero de 2014 en Wayback Machine. | 15-22 minutos                                      |
|       | Ciudad - Parque Empresarial Campollano                                                                                                 | Recorrido Archivado el 17 de abril de 2014 en Wayback Machine.   | Salidas 7:20, 8:20, 14:40, 15:20 (desde la ciudad) |